# Stavrochóri (Lassíthi)
Stavrochóri, en grec moderne : Σταυροχώρι, anciennement appelé Stravodoxári (Στραβοδοξάρι), est un village du dème d'Ierápetra, dans le district régional de Lassíthi, de la Crète, en Grèce. Selon le recensement de 2011, la population de Stavrochóri compte 147 habitants. Le village est situé à une altitude de 313 m.

## Recensements de la population
| Recensements | 1900 | 1920 | 1928 | 1940 | 1951 | 1961 | 1971 | 1981 | 1991 | 2001 | 2011 |
| ------------ | ---- | ---- | ---- | ---- | ---- | ---- | ---- | ---- | ---- | ---- | ---- |
| Population   | 562  | 592  | 721  | 897  | 909  | 799  | 605  | 329  |      | 160  | 147  |